# Donaha! (muzikál)

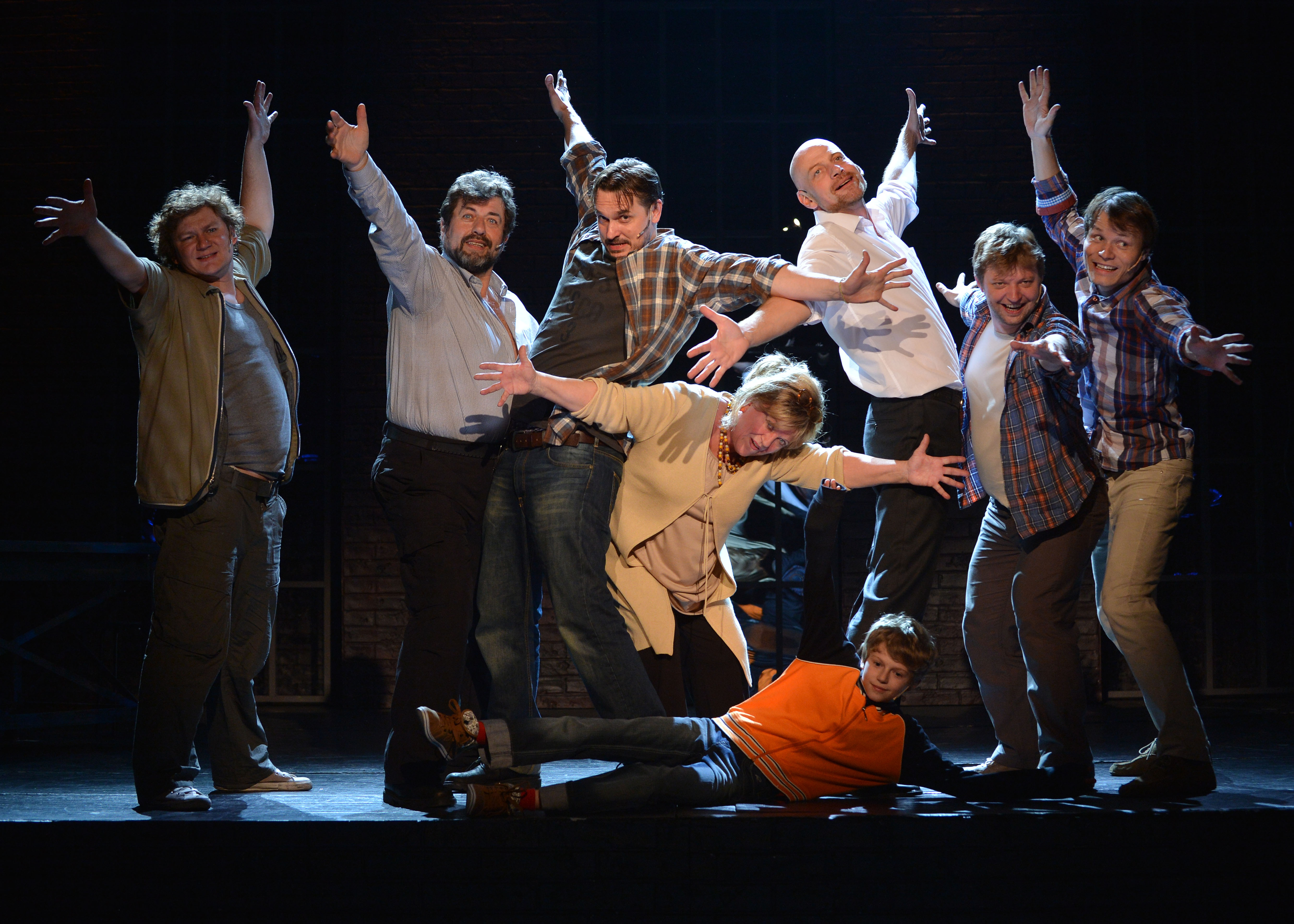
Donaha! v podání Městského divadla Brno

Donaha! je muzikál autorů Terrence McNallyho a Davida Yazbeka, který vznikl na námět stejnojmenného britského filmu z roku 1997.
Představení mělo světovou premiéru 1. června 2000 v Old Globe Theatre v San Diegu. Na Broadway se tento muzikál dostalo v říjnu téhož roku, kde se odehrálo více než 770 repríz. Na West End Donaha! doputovalo do Prince of Wales Theatre v březnu roku 2002. V České republice poprvé uvedlo tento muzikál Divadlo F. X. Šaldy v Liberci, dále následovala divadla v Pardubicích, Uherském Hradišti, Mostě, Českých Budějovicích, Příbrami nebo v Praze. V Národním divadle moravskoslezském mělo Donaha! premiéru roku 2011. Od května 2013 má na svém repertoáru toto představení Městské divadlo Brno. 12. 5. 2018 proběhla premiéra v Divadle J. K. Tyla v Plzni na Nové scéně. 15. října 2021 proběhla premiéra v Městském divadle Mladá Boleslav.

## Děj
Příběh se odehrává v americkém Buffalu, kde skupina ocelářů přijde o práci. Musí urychleně najít nějaký způsob obživy. Do města přijíždí z New Yorku parta striptérů, kteří mají u tamních dam nebývalý úspěch. Právě tohle přivede šestici kamarádů vedených Jerrym Lukowskim na zajímavý nápad. Na tom přece nemůže být nic těžkého, trochu zatancovat a nakonec se svléknout. Začnou tedy pilně nacvičovat. Ze začátku to jde trochu ztuha, ale postupně své striptérské dovednosti muži po malých krůčcích zlepšují. A až nastane ten velký den D, tak ani Nathan, Jerryho syn, a ani jedna z manželek našich šesti kamarádů netuší, že tihle oceláři nejsou jen tak obyčejnými spriptéry. Oni mají navíc. Oni jdou totiž skutečně donaha!

## Verze Městského divadla Brno
V Městském divadle Brno se tento muzikál hraje od května 2013, a to netradičně na Činoherní scéně. Představení je doprovázeno živým orchestrem pod vedením Karla Cóna nebo Emy Mikeškové. Muzikál má délku 3 hodiny a 10 minut s jednou dvacetiminutovou přestávkou. Recenzent J.P Kříž z deníku Právo vyzdvihuje jak navrácení původních písní, tak herecké výkony. Celé hře podle něho vévodí výkon Jany Musilové. Celkově ohodnotil brněnské Donaha! na 80 %.
V další recenzi, tentokrát pro server velkaepocha.sk, autorka Kateřina Šebíková obdivuje uvěřitelnost, humor, povědomé situace, aktuálnost, ale také i tanec a zpěv.

### Obsazení
| Petr Štěpán                                              | Jerry Lukowski                          |
| Lukáš Kučera jr.                                         | Nathan                                  |
| Markéta Sedláčková nebo Evelína Studénková               | Pam Lukowská                            |
| Tomáš Sagher                                             | Teddy Slaughter                         |
| Jakub Uličník                                            | Dave Bukatinsky                         |
| Hana Holišová nebo Johana Gazdíková nebo Lucie Bergerová | Georgie Bukatinská                      |
| Igor Ondříček                                            | Harold Nichols                          |
| Jana Musilová                                            | Vicki Nicholsová                        |
| Lukáš Janota                                             | Malcolm McGregor                        |
| Michal Isteník                                           | Ethan Girard                            |
| Zdena Herfortová nebo Lenka Bartolšicová                 | Jeanette Burmeister (pianistka)         |
| Kristian Pekar                                           | Buddy (Keno) Walsh                      |
| Rastislav Gajdoš                                         | Tony Giordano (majitel klubu v Buffalu) |